# Première partie

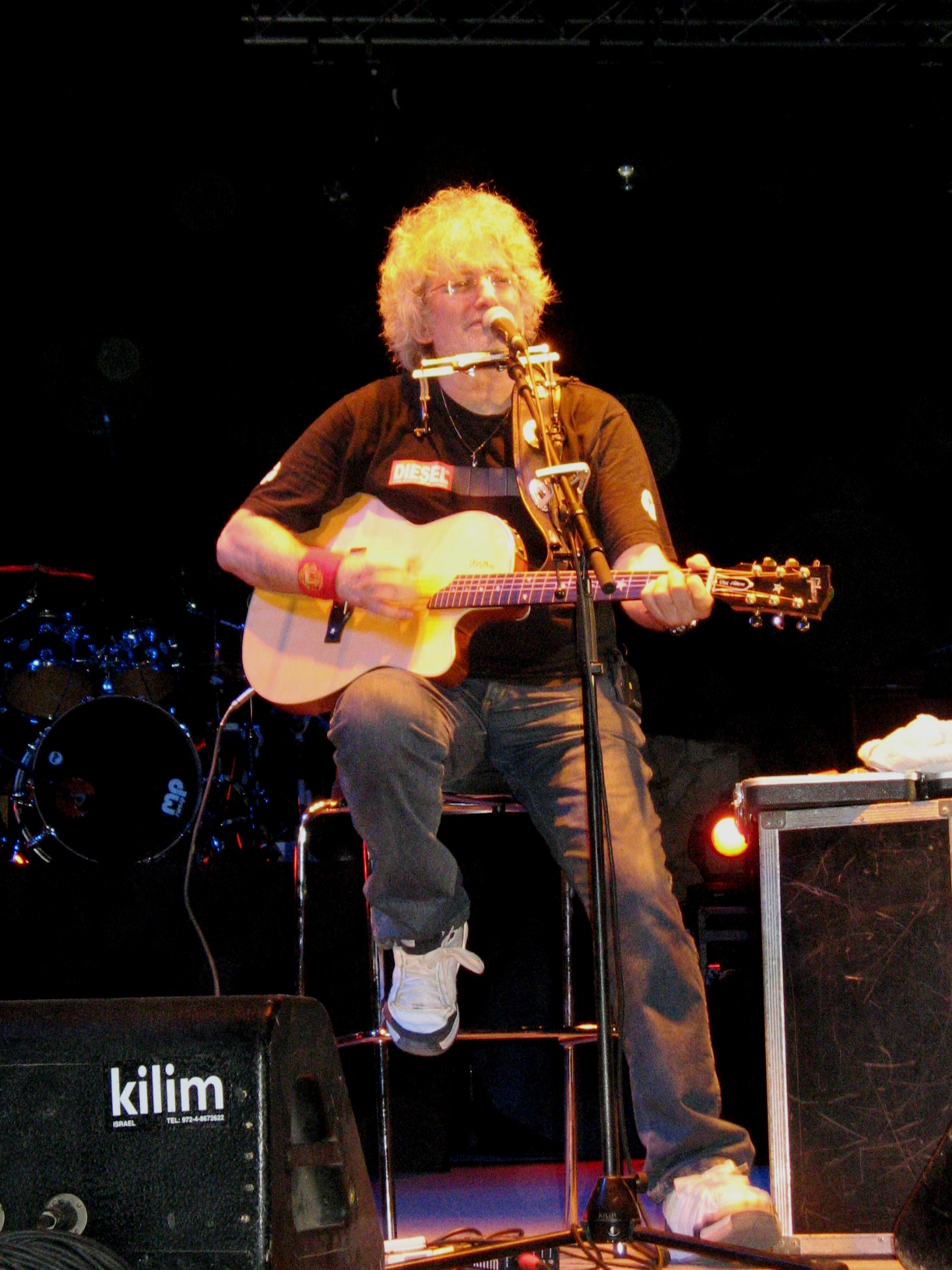
Dani Litani performant la première partie d'un concert de Joe Cocker à Amfi Hagilboa, Israël

Le terme première partie se réfère généralement à tout artiste qui se produit à un concert avant le spectacle (ou l'artiste principal). Parfois, mais rarement, ils se produisent à nouveau à la fin du concert.
La première partie d'un concert sert à « chauffer » le public, ce qui le prépare à accueillir avec enthousiasme l'artiste principal.
Dans la musique rock, la première partie sera généralement un groupe en devenir avec une notoriété bien moindre que l'artiste principal. Dans des longues tournées de concerts, les premières parties peuvent varier.